# 王瑞军
王瑞军（1970年10月—），男，汉族，内蒙古乌拉特前旗人，中华人民共和国政治人物，中国共产党党员，第十三届全国人民代表大会广东地区代表。现任中共中央统一战线工作部副部长。

## 生平
2017年9月任广东省科学技术厅厅长。2018年2月24日，当选为第十三届全国人大代表。
2020年5月，任韶关市人民政府市长；同年9月任韶关市委书记；同年10月当选韶关市人大常委会主任。2022年5月，当选为中共广东省委常委。同年6月，任省委统战部部长。同年8月，不再担任中共韶关市委书记。
2022年10月，广东省人民政府发布领导班子分工相关资讯，其中王瑞军负责主管该省农业农村、乡村振兴方面工作，分管省农业农村厅、农科院、农垦总局，联系农业农村部驻粤相关机构。2024年5月，王瑞军调离广东，出任中共中央统一战线工作部副部长。